# Xuân Quỳnh
Xuân Quỳnh (tên khai sinh: Nguyễn Thị Xuân Quỳnh; 1942 – 1988) là nữ nhà thơ Việt Nam, được Nhà nước Việt Nam truy tặng Giải thưởng Hồ Chí Minh về Văn học Nghệ thuật vào năm 2017 và Giải thưởng Nhà nước về Văn học Nghệ thuật vào năm 2001. Bà nổi tiếng với nhiều bài thơ được nhiều người biết đến như Thuyền và biển, Sóng, Thơ tình cuối mùa thu, Tiếng gà trưa. 

## Tiểu sử
Xuân Quỳnh (tên khai sinh là Nguyễn Thị Xuân Quỳnh) sinh ngày 6 tháng 10 năm 1942 tại xã Văn Khê, thị xã Hà Đông, Hà Tây (nay là phường La Khê, quận Hà Đông, thành phố Hà Nội). Bà xuất thân trong gia đình công chức, mồ côi mẹ từ nhỏ, ở với bà nội.
Tháng 2 năm 1955, Xuân Quỳnh được tuyển vào Đoàn Văn công nhân dân Trung ương và được đào tạo thành diễn viên múa. Bà từng nhiều lần đi Nhật Bản để làm phim và dự Đại hội thanh niên sinh viên lần thứ nhất thế giới năm 1959 tại Vienna (Áo). Từ năm 1962 đến 1964, Xuân Quỳnh theo học Trường bồi dưỡng những người viết văn trẻ (khoá I) của Hội Nhà văn Việt Nam. Sau khi tốt nghiệp, bà bắt đầu làm việc tại báo Văn nghệ, báo Phụ nữ Việt Nam. Từ năm 1978 đến lúc mất, Xuân Quỳnh là biên tập viên của Nhà xuất bản Tác phẩm mới. Xuân Quỳnh là hội viên Hội nhà văn Việt Nam từ năm 1967, là uỷ viên Ban Chấp hành Hội Nhà văn Việt Nam (khóa III).
Xuân Quỳnh mất ngày 29 tháng 8 năm 1988 trong một vụ tai nạn giao thông tại đầu cầu Phú Lương, thị xã Hải Dương (nay là thành phố), tỉnh Hải Dương, cùng với chồng Lưu Quang Vũ và con trai 13 tuổi là Lưu Quỳnh Thơ.

## Sự nghiệp
Thơ Xuân Quỳnh giàu cảm xúc với những cung bậc khác nhau như chính tính cách luôn hết mình của Xuân Quỳnh. Những bài thơ khi hạnh phúc đắm say, lúc đau khổ, suy tư của bà luôn gần gũi vì được viết với sự đằm thắm của một người phụ nữ vừa làm thơ vừa làm vợ, làm mẹ. Nhiều bài thơ của Xuân Quỳnh đã trở nên nổi tiếng như Thuyền và biển, Sóng (viết năm 1967, in trong tập Hoa dọc chiến hào năm 1968), Hoa cỏ may, Tự hát, Nói cùng anh... Các bài thơ Sóng, Tiếng gà trưa, Chuyện cổ tích về loài người (Lời ru trên mặt đất, Nhà xuất bản Tác phẩm mới, 1978) được đưa vào sách giáo khoa phổ thông của Việt nam. Nhạc sĩ Phan Huỳnh Điểu đã phổ nhạc rất thành công các bài thơ của Xuân Quỳnh: Thuyền và biển (tháng 4 năm 1963), Thơ tình cuối mùa thu.
Xuân Quỳnh đã giành được các giải thưởng về văn học: Giải thưởng về thơ của Hội Nhà văn Việt Nam năm 1990 với tập thơ “Hoa cỏ may”; Giải thưởng Văn học thiếu nhi của Hội Nhà văn Việt Nam  năm 1982 – 1983 với tập thơ “Bầu trời trong quả trứng”.
Năm 2001, bà được truy tặng Giải thưởng Nhà nước về Văn học nghệ thuật với các tập thơ: Gió lào cát trắng, Hoa cỏ may, Tự hát.
Năm 2017, bà được truy tặng Giải thưởng Hồ Chí Minh về văn học nghệ thuật với hai tập thơ là Lời ru trên mặt đất và Bầu trời trong quả trứng.

## Tác phẩm chính

### Thơ
- Tơ tằm – Chồi biếc (thơ, in chung phần Chồi biếc, Nhà xuất bản Văn học, 1963), 18 bài thơ
- Hoa dọc chiến hào (thơ, in chung, 1968), 28 bài thơ
- Gió Lào, cát trắng (thơ, 1974)
- Lời ru trên mặt đất (thơ, 1978), 34 bài thơ
- Cây trong phố – Chờ trăng (thơ, in chung phần Chờ trăng, 1981)
- Sân ga chiều em đi (thơ, 1984)
- Tự hát (thơ, 1984)
- Tiếng gà trưa (1984)
- Hoa cỏ may (thơ, 1989), 18 bài thơ
- Thơ Xuân Quỳnh (1992, 1994)
- Thơ tình Xuân Quỳnh – Lưu Quang Vũ (1994)
- Không bao giờ là cuối (thơ, 2011), 21 bài thơ
- Cây trong phố – Chờ trăng (thơ, in chung)

### Các tác phẩm viết cho thiếu nhi
- Mùa xuân trên cánh đồng (truyện thiếu nhi, 1981)
- Bầu trời trong quả trứng (thơ văn thiếu nhi, 1982), 32 thơ và 16 văn
- Truyện Lưu Nguyễn (truyện thơ, 1985)
- Bến tàu trong thành phố (truyện thiếu nhi, 1984)
- Vẫn có ông trăng khác (truyện thiếu nhi, 1986)
- Tuyển tập truyện thiếu nhi (1995)
- Chú gấu trong vòng đu quay (tập truyện)

### Các bài thơ được phổ nhạc
- Sóng (nhóm sinh viên Đại học Y khoa Phạm Ngọc Thạch (TP HCM) trong năm 4/2017)
- Thơ tình cuối mùa thu (Phan Huỳnh Điểu)
- Thuyền và biển (Phan Huỳnh Điểu phổ nhạc 12 câu cuối trong những năm 80)
- Mẹ của anh (Trịnh Vĩnh Thành)

Nguồn: 

## Vinh danh
- Giải thưởng Hồ Chí Minh về Văn học Nghệ thuật năm 2012.
- Giải thưởng Nhà nước về Văn học Nghệ thuật năm 2001.

- Vào ngày 6 tháng 10 năm 2019, nhân dịp kỉ niệm 77 năm ngày sinh của nhà thơ Xuân Quỳnh, Google đã chính thức thay đổi ảnh đại diện logo trên trang chủ của mình thành bức hoạ cơ Xuân Quỳnh cùng với hình ảnh con thuyền lướt trên sóng và đàn chim trên bầu trời. Hình ảnh này nằm trong bộ sưu tập các Doodle của Google được lập ra nhằm tôn vinh những nhân vật, sự kiện nổi tiếng và đáng nhớ có ảnh hưởng lớn trên thế giới. Như vậy, sau cố nhạc sĩ Trịnh Công Sơn và cố họa sĩ Bùi Xuân Phái vừa được Google vinh danh trên trang chủ, Xuân Quỳnh là danh nhân Việt Nam thứ 3 và là người phụ nữ Việt đầu tiên được Google vinh danh.[7][8]

- Tên đường phố: tại Thành phố Hồ Chí Minh, có một con đường nội khu của một khu đô thị mang tên Xuân Quỳnh;[7] tại Hà Nội, tên của bà được đặt cho một con phố ở quận Cầu Giấy, nằm trong khu đô thị Trung Yên.

### Giải thưởng văn học
- Giải thưởng về thơ của Hội Nhà văn Việt Nam năm 1990 với tập thơ “Hoa cỏ may”;
- Giải thưởng Văn học thiếu nhi của Hội Nhà văn Việt Nam năm 1982 – 1983 với tập thơ “Bầu trời trong quả trứng”.

## Gia đình
Xuân Quỳnh kết hôn hai lần. Lần đầu (năm 1964), bà kết hôn với nhạc công chơi đàn violon Lưu Tuấn. Xuân Quỳnh và Lưu Tuấn có một con trai tên là Lưu Tuấn Anh. Sau khi li hôn chồng, bà vẫn ở chung một tòa nhà với chồng con ở phố Huế, Hà Nội.
Lần thứ hai bà kết hôn với Lưu Quang Vũ (1948–1988) vào năm 1973. Lưu Quang Vũ kém Xuân Quỳnh 6 tuổi, đã li dị vợ là nghệ sĩ ưu tú Tố Uyên (sinh năm 1948) vào năm 1972 và có một con trai riêng với Tố Uyên tên là Lưu Minh Vũ. Tháng 2 năm 1975, Lưu Quang Vũ và Xuân Quỳnh có với nhau một con trai đặt tên là Lưu Quỳnh Thơ (tên ở nhà là Mí). Lưu Quỳnh Thơ sau đó mất lúc 13 tuổi cùng với cha mẹ trong vụ tai nạn năm 1988.